# Цюй Цзымо
Цюй Цзымо (кит. 屈子墨; род. 22 сентября 2001, Шицзячжуан, Хэбэй, Китай) — китайский спортсмен-парабадминтонист. Четырёхкратный чемпион летних Паралимпийских игр, многократный чемпион мира и Азиатских параигр.

## Биография
На летних Паралимпийских играх 2020 в Токио завоевал «золото» и в одиночном (класс WH1), и в парном (классы WH1-WH2) разрядах. В одиночном разряде в группе победил японца Осаму Нагасиму и француза Давида Тупе, в полуфинале — японца Хироси Мураяму, в финале — южнокорейского спортсмена Ли Сам Сопа. В парном разряде в команде с Май Цзяньпэном в группе победил японцев Дайки Кадзивару и Хироси Мураяму и немцев Томаса Вандшнайдера и Ён-чин Ми, в полуфинале — Кадзивару и Мураяму, а в финале команду из Республики Корея — Ким Чжун Чжуна и Ли Дон Сопа.
На летних Паралимпийских играх 2024 в Париже вновь стал обладателем двух золотых медалей. В одиночном разряде (класс WH1) в группе победил корейца Чон Джэ Гуна и малайца Мухаммада Ихван Рамли, в четвертьфинале — китайца Ян Туна, в полуфинале — немца Томаса Вандшнайдера, в финале — южнокорейского спортсмена Чой Джун Мана. В парном разряде в команде с Май Цзяньпэном в группе победил немцев Томаса Вандшнайдера и Рика Корнелла Хеллмана, малайцев Нура Азвана Нурлана и Мухаммада Ихван Рамли и японцев Дайки Кадзивару и Хироси Мураяму, в полуфинале — вновь Кадзивару и Мураяму, а в финале команду из Республики Корея — Чон Джэ Гуна и Ю Су Ёна.